# Филиппова, Надежда Николаевна
Наде́жда Никола́евна Фили́ппова (17 сентября 1959, Горький, РСФСР, СССР) — советская хоккеистка (хоккей на траве), полевой игрок. Бронзовый призёр летних Олимпийских игр 1980 года.

## Биография
Надежда Филиппова родилась 17 сентября 1959 года в городе Горький (сейчас Нижний Новгород).
В хоккей на траве пришла из велоспорта. Играла за ТТУ из Горького.
В 1980 году вошла в состав женской сборной СССР по хоккею на траве на летних Олимпийских играх в Москве и завоевала бронзовую медаль. Играла в поле, провела 5 матчей, мячей не забивала.
В 1981 году стала бронзовым призёром чемпионата мира в Буэнос-Айресе.
Мастер спорта международного класса.
После окончания игровой карьеры работала учителем физического воспитания в школе № 177 Ленинского района Нижнего Новгорода.